# Ramón de Castrocol
Remón de Castrocol fou bisbe de Saragossa des de 1201 a 1216.
El 1205 va adjudicar delmes i primícies de tots els llogarets de la Comunidat de Daroca a cada una de les esglésies de Daroca, tal com consta en el Llibre vermell de l'Arxiu Col·legial de Daroca (escrit en llatí).